# Třebíči járás

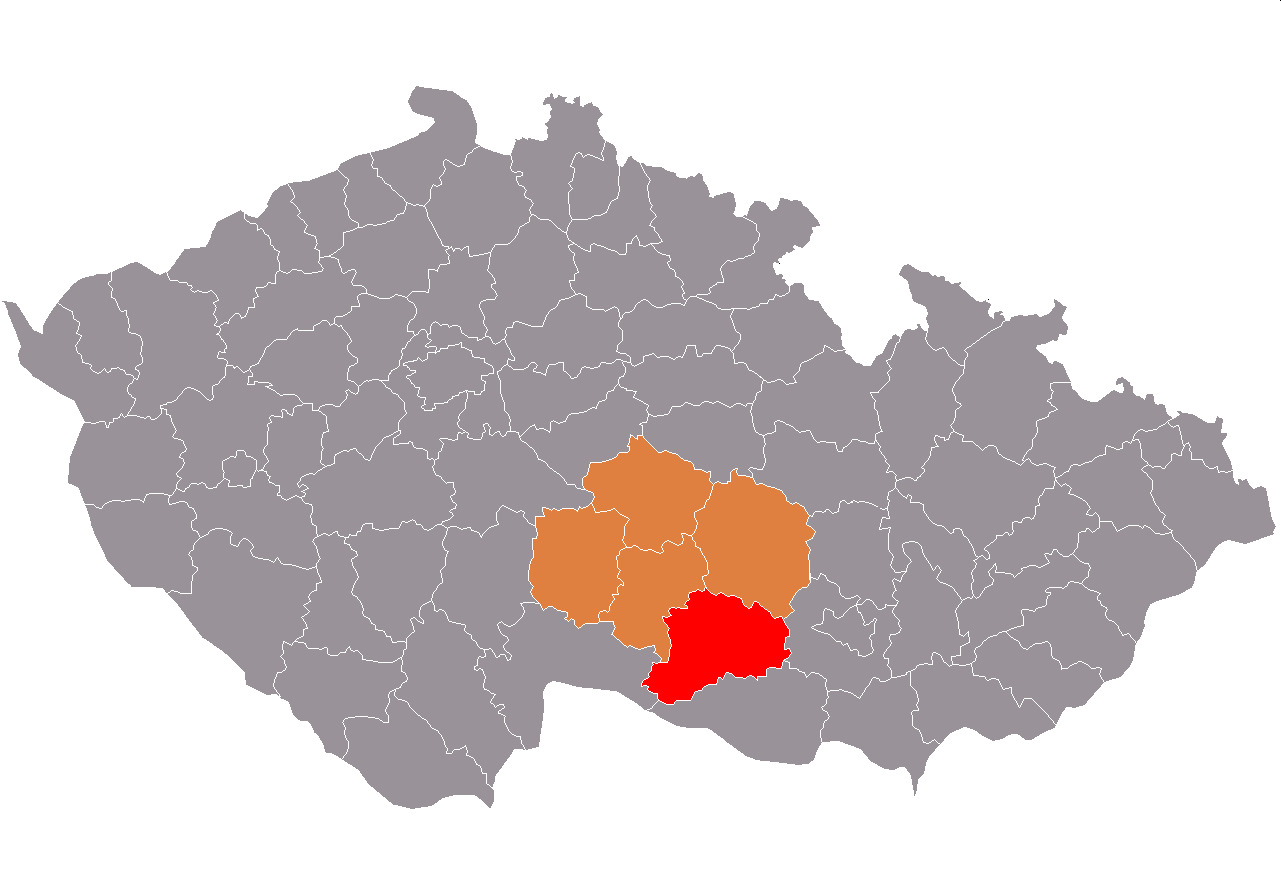
A Třebíči járás

A Třebíči járás (csehül: Okres Třebíč) közigazgatási egység Csehország Vysočina kerületében. Székhelye Třebíč. Lakosainak száma 114 587 fő (2009). Területe 1463,07 km².

## Városai, mezővárosai és községei
A városok félkövér, a mezővárosok dőlt, a községek álló betűkkel szerepelnek a felsorolásban.
Babice •
Bačice •
Bačkovice •
Benetice •
Biskupice-Pulkov •
Blatnice •
Bochovice •
Bohušice •
Bransouze •
Březník •
Budišov •
Budkov •
Čáslavice •
Častohostice •
Čechočovice •
Čechtín •
Červená Lhota •
Chlístov •
Chlum •
Chotěbudice •
Číchov •
Cidlina •
Číhalín •
Čikov •
Číměř •
Dalešice •
Dědice •
Dešov •
Dolní Lažany •
Dolní Vilémovice •
Domamil •
Dukovany •
Hartvíkovice •
Heraltice •
Hluboké •
Hodov •
Horní Heřmanice •
Horní Smrčné •
Horní Újezd •
Horní Vilémovice •
Hornice •
Hrotovice •
Hroznatín •
Hvězdoňovice •
Jakubov u Moravských Budějovic •
Jaroměřice nad Rokytnou •
Jasenice •
Jemnice •
Jinošov •
Jiratice •
Kamenná •
Kdousov •
Kladeruby nad Oslavou •
Klučov •
Kojatice •
Kojatín •
Kojetice •
Komárovice •
Koněšín •
Kostníky •
Kouty •
Kožichovice •
Kozlany •
Krahulov •
Kralice nad Oslavou •
Kramolín •
Krhov •
Krokočín •
Kuroslepy •
Láz •
Lesná •
Lesní Jakubov •
Lesonice •
Lesůňky •
Lhánice •
Lhotice •
Lipník •
Litohoř •
Litovany •
Lomy •
Loukovice •
Lovčovice •
Lukov •
Markvartice •
Martínkov •
Mastník •
Menhartice •
Meziříčko •
Mikulovice •
Mladoňovice •
Mohelno •
Moravské Budějovice •
Myslibořice •
Naloučany •
Náměšť nad Oslavou •
Nárameč •
Nimpšov •
Nová Ves •
Nové Syrovice •
Nový Telečkov •
Ocmanice •
Odunec •
Okarec •
Okřešice •
Okříšky •
Opatov •
Oponešice •
Ostašov •
Pálovice •
Petrovice •
Petrůvky •
Pokojovice •
Police •
Popůvky •
Pozďatín •
Přeckov •
Předín •
Přešovice •
Přibyslavice •
Příštpo •
Pucov •
Pyšel •
Račice •
Rácovice •
Radkovice u Budče •
Radkovice u Hrotovic •
Radonín •
Radošov •
Radotice •
Rapotice •
Římov •
Rohy •
Rokytnice nad Rokytnou •
Rouchovany •
Rudíkov •
Šebkovice •
Sedlec •
Slavětice •
Slavičky •
Slavíkovice •
Smrk •
Stařeč •
Štěměchy •
Štěpkov •
Střítež •
Stropešín •
Studenec •
Studnice •
Sudice •
Svatoslav •
Třebelovice •
Třebenice •
Třebíč •
Třesov •
Trnava •
Valdíkov •
Valeč •
Vícenice •
Vícenice u Náměště nad Oslavou •
Vladislav •
Vlčatín •
Výčapy •
Zahrádka •
Zárubice •
Zašovice •
Želetava •
Zvěrkovice

## Fordítás
- Ez a szócikk részben vagy egészben  a   Třebíč District című angol Wikipédia-szócikk ezen változatának fordításán alapul.  Az eredeti cikk szerkesztőit annak laptörténete sorolja fel. Ez a jelzés csupán a megfogalmazás eredetét és a szerzői jogokat jelzi, nem szolgál a cikkben szereplő információk forrásmegjelöléseként.
- Ez a szócikk részben vagy egészben  az   Okres Třebíč című cseh Wikipédia-szócikk ezen változatának fordításán alapul.  Az eredeti cikk szerkesztőit annak laptörténete sorolja fel. Ez a jelzés csupán a megfogalmazás eredetét és a szerzői jogokat jelzi, nem szolgál a cikkben szereplő információk forrásmegjelöléseként.